# Radical 102
田 (Champ) est un kanji. Il fait partie des Kyōiku kanji/1re année.
Il se lit でん (den) en lecture on et た (ta) en lecture kun.
Le caractère Unicode de 田 est 7530.

## Usage
Exemple : «田んぼ (tanbo) » veut dire rizière.